# Wojna persko-turecka (1821–1823)
Wojna persko-turecka (1821–1823) – jeden z serii konfliktów zbrojnych pomiędzy imperium osmańskim oraz Persją.
Działania zbrojne rozpoczęły się w roku 1821, gdy perski gubernator miasta Erzurum udzielił ochrony plemionom zbiegłym z tureckiej części Azerbejdżanu. Konflikt był podsycany przez Imperium Rosyjskie, które dążyło do osłabienia pozycji Osmanów, co było spowodowane rozpoczętym powstaniem Greków przeciwko Turkom. Rosjanie namawiali perskiego władcę do najazdu na Osmanów, co ten uczynił, rozpoczynając okupację Kurdystanu i prowincji przyległych do Azerbejdżanu. W odpowiedzi osmański namiestnik Bagdadu. Dawud Pasza, najechał Persję, lecz został pokonany i powrócił w swoje granice.
Wojnę zakończył traktat w Erzurum z 28 lipca 1823.